# Jacob Toorenvliet

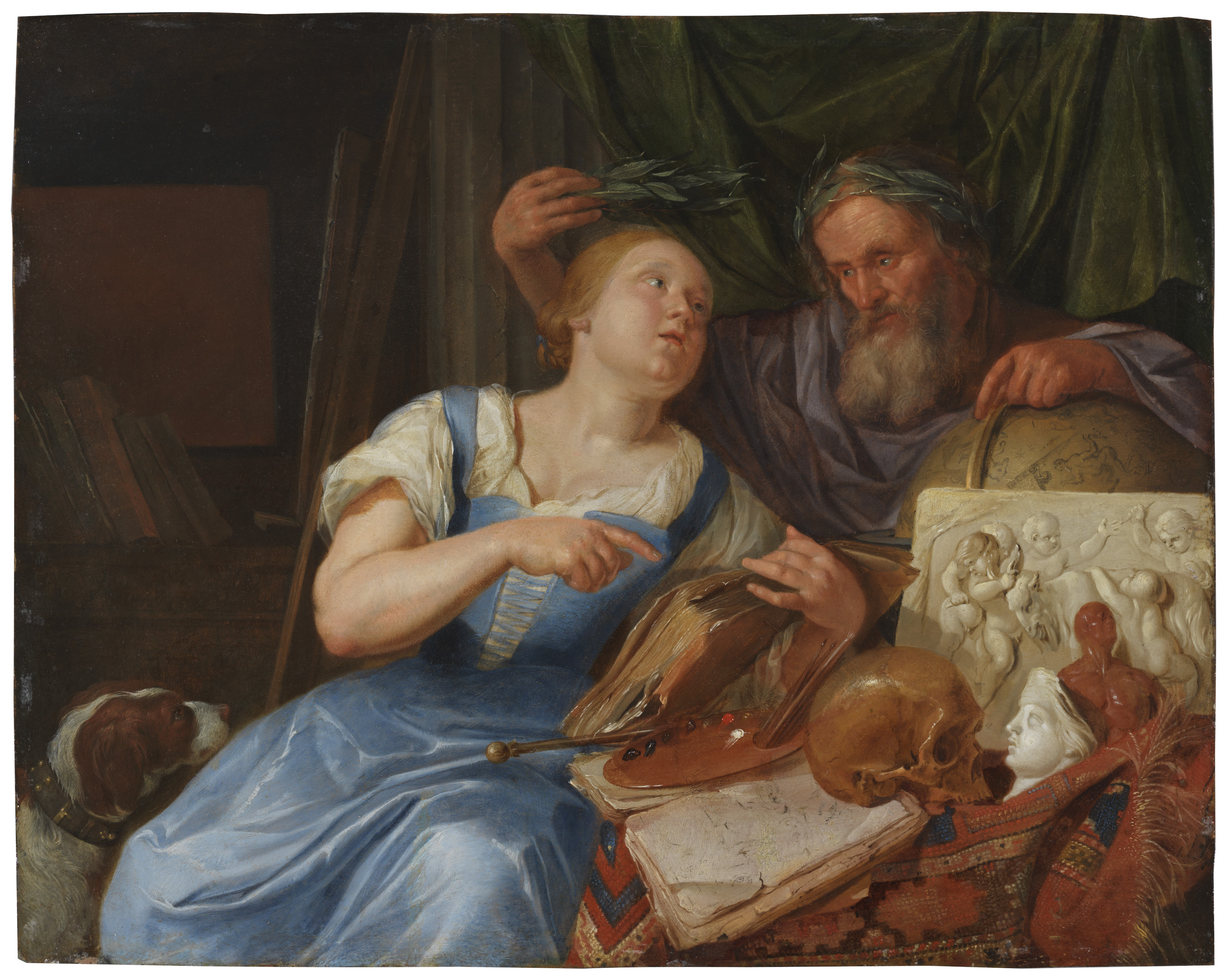
Jacob Toorenvliet – Alegoria malarstwa

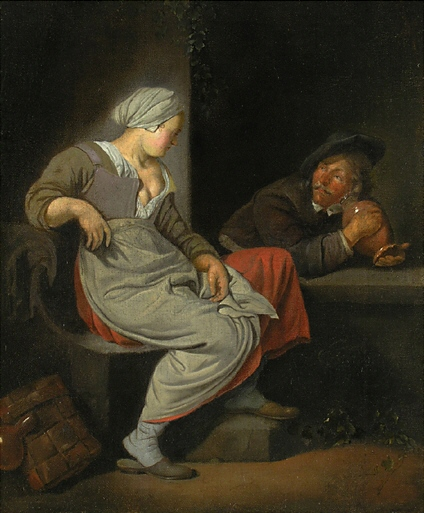
Jacob Toorenvliet, Pijacy wieśniak i służąca

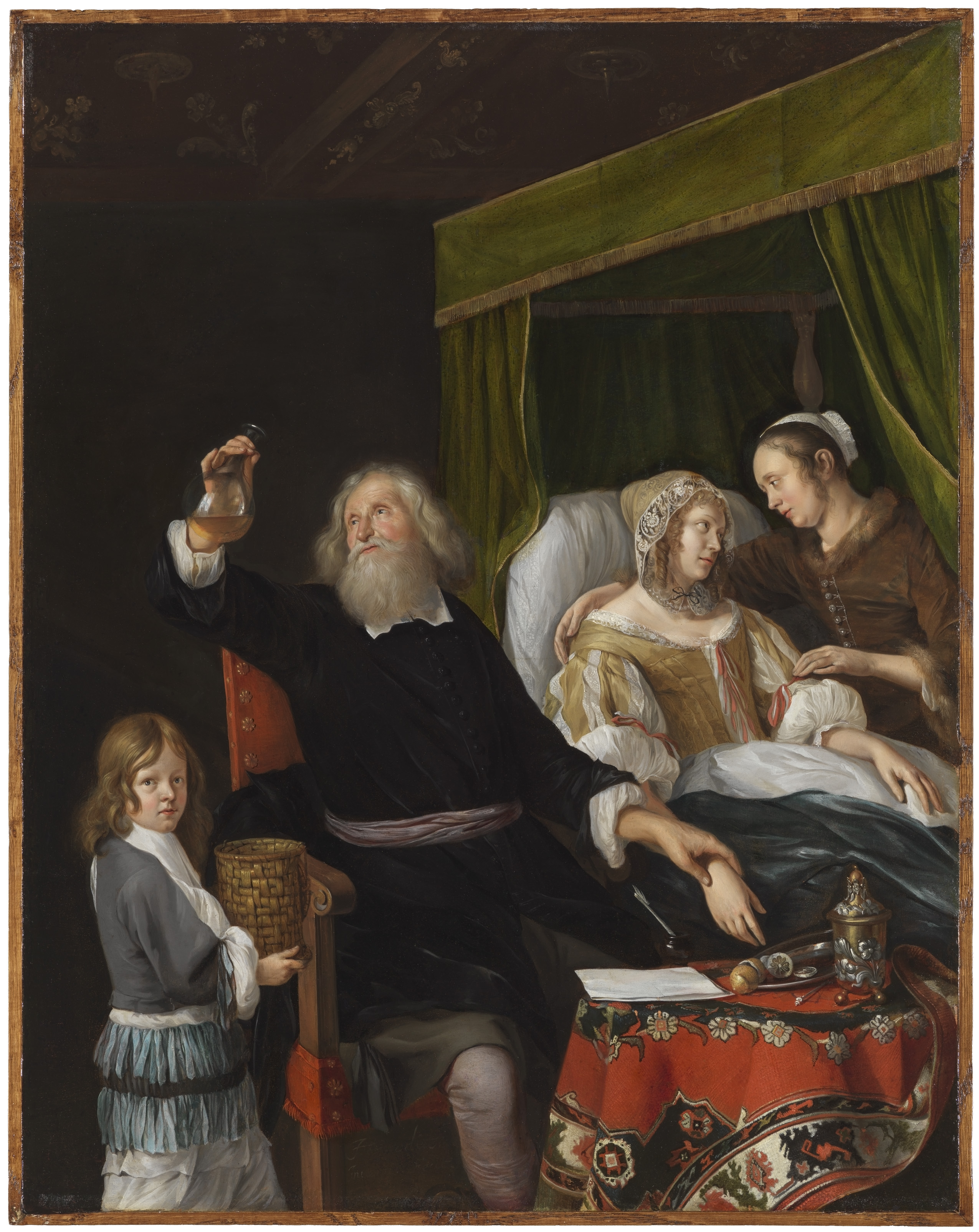
Jacob Toorenvliet – Wizyta lekarza

Jacob Toorenvliet (ochrz. 1 lipca 1640 w Lejdzie, poch. 25 stycznia 1719 w Oegstgeest) – holenderski malarz, rysownik i rytownik okresu baroku.

## Życiorys
Pochodził z rodziny artystycznej. Uczył się w u swego ojca Abrahama Toorenvlieta (I), malarza szkła i rysownika oraz u Gerarda Dou. W latach 60. XVII w. odbył podróż artystyczną do Włoch. Początkowo do Rzymu, gdzie przystąpił do bractwa Bentvueghels i przybrał pseudonim Jason. W latach 1664–1667 przebywał w Wenecji, a następnie w Wiedniu, który opuścił w 1679, prawdopodobnie z powodu epidemii dżumy.
W tym samym roku powrócił do Lejdy, gdzie w 1682 wstąpił do tamtejszej gildii św. Łukasza, w której w latach 1695–1712 pełnił różne funkcje, w tym dziekana (w 1703). W 1694 wraz z Willemem van Mierisem i Carelem de Moorem założył lejdejską akademię rysunkową, w której od 1712 był profesorem rysunku. Wśród jego uczniów był jego syn Abraham Toorenvliet (II) oraz Jacob van der Sluys.

## Twórczość
Malował głównie portrety, jednak na ogół rozbudowane, przez co można je również uznać za sceny rodzajowe. Dzięki pobytowi we Włoszech, gdzie studiował dzieła mistrzów (w tym Rafaela, doskonale operował kolorem, jednak nie osiągnął intymnego uroku, jaki charakteryzuje większość obrazów szkoły lejdeńskiej. Stosował silnie skontrastowany światłocień, z zachowaniem ogólnej chłodnej szarości.
W jego wczesnych pracach widoczny jest wpływ twórczości Gabriëla Metsu, Fransa van Mierisa czy Jana Steena, zaś w twórczości powstałej po jego pobycie we Włoszech – szkoły włoskiej. Sporadycznie malował sceny historyczne. Znana też jest jego martwa natura z gołębiem i ziębami.
W Muzeum Narodowym w Warszawie znajdują się trzy obrazy Jacoba Toorenvlieta: Śpiąca kobieta, Skrzypek i Pięć zmysłów.

## Wybrane dzieła
- Dziewczyna z koszem (1677) – kolekcja prywatna, Zurych
- Czterej muzykanci (1678) – Galeria Drezdeńska
- Handlarka dziczyzną – Galeria Drezdeńska
- Mężczyzna trzymający książkę – Muzeum Poldi Pezzoli, Mediolan
- Muzykująca para – Rijksmuseum, Amsterdam
- Scena jarmarczna – Fine Arts Museums of San Francisco

## Galeria

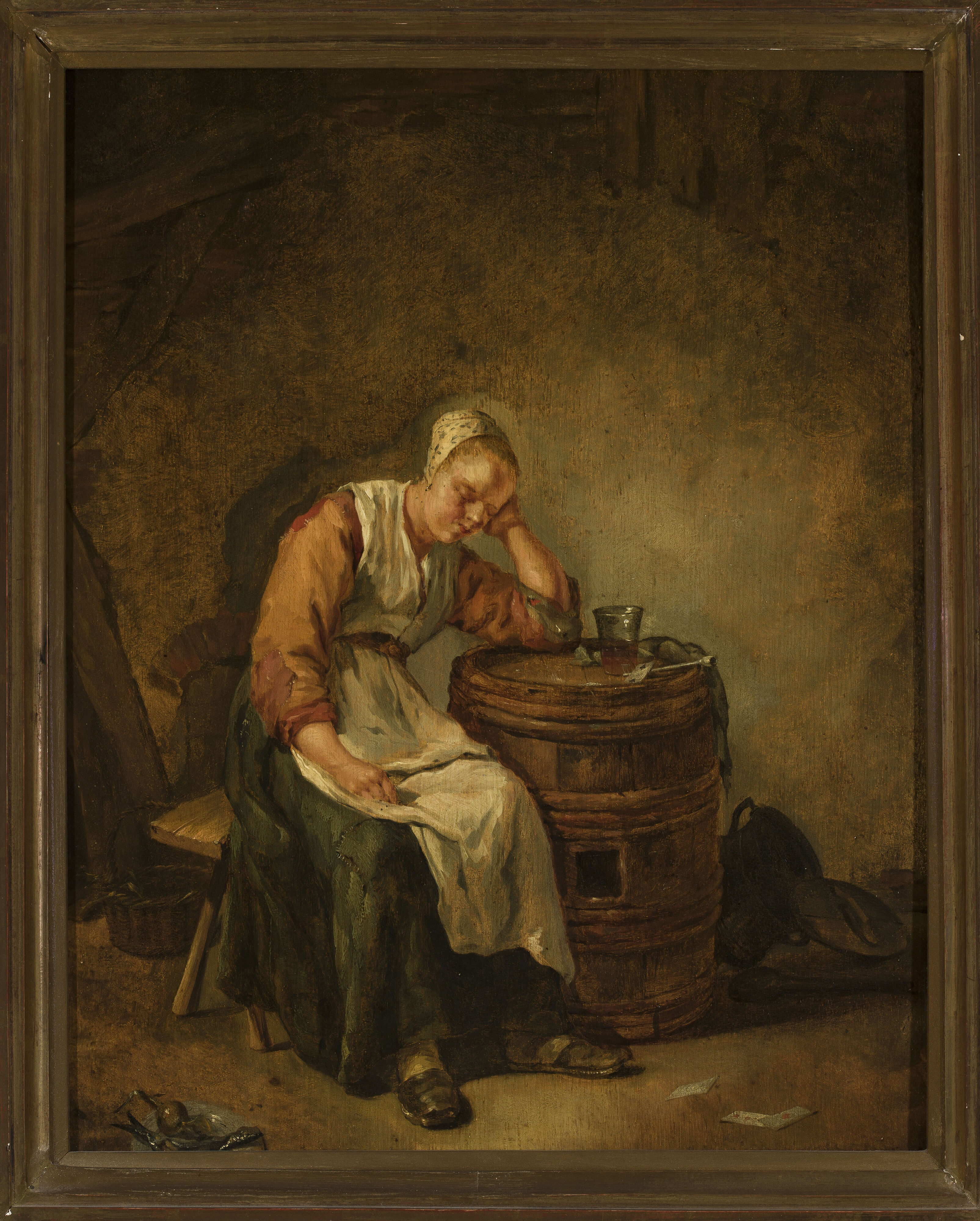
Śpiąca kobieta
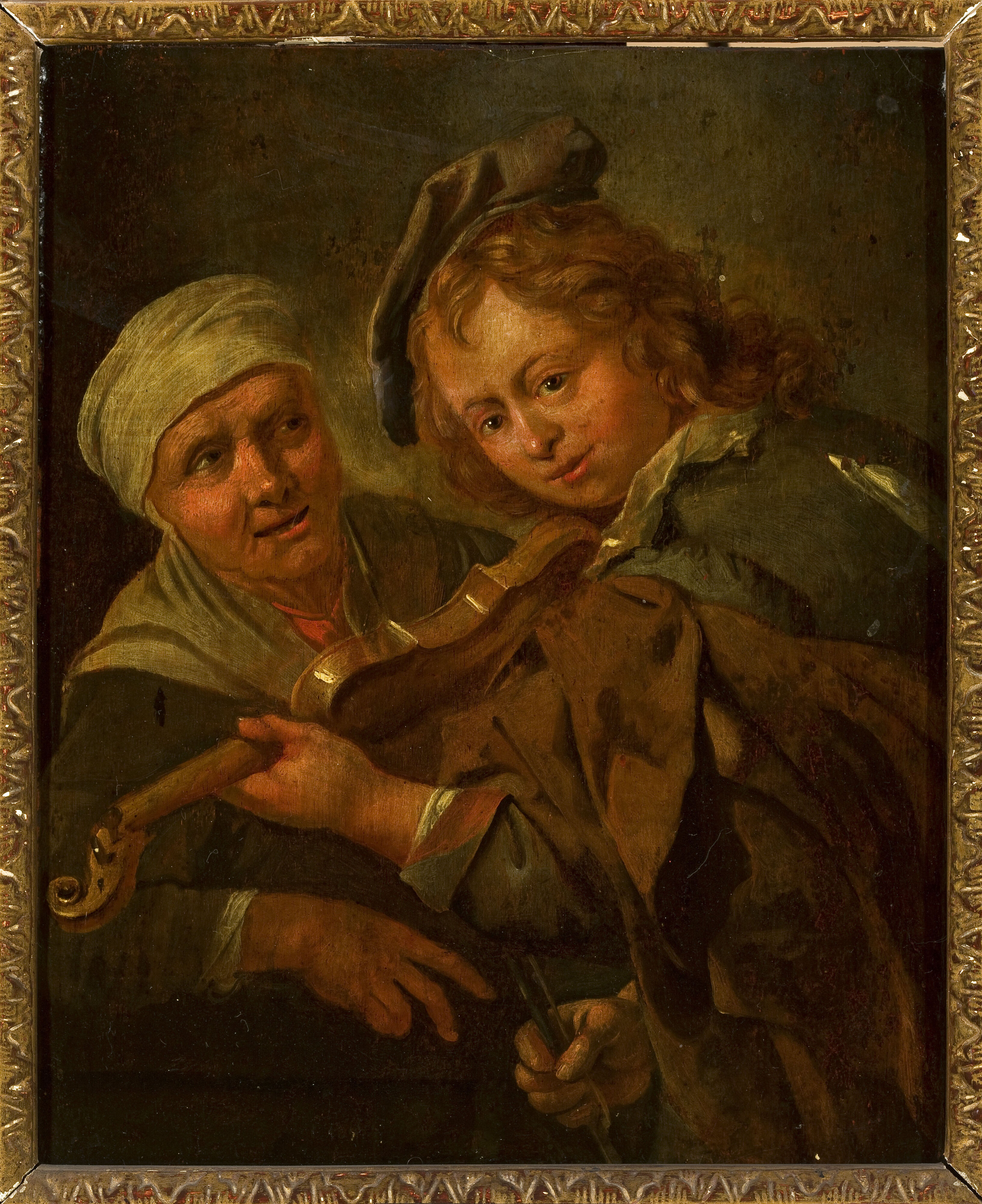
Skrzypek
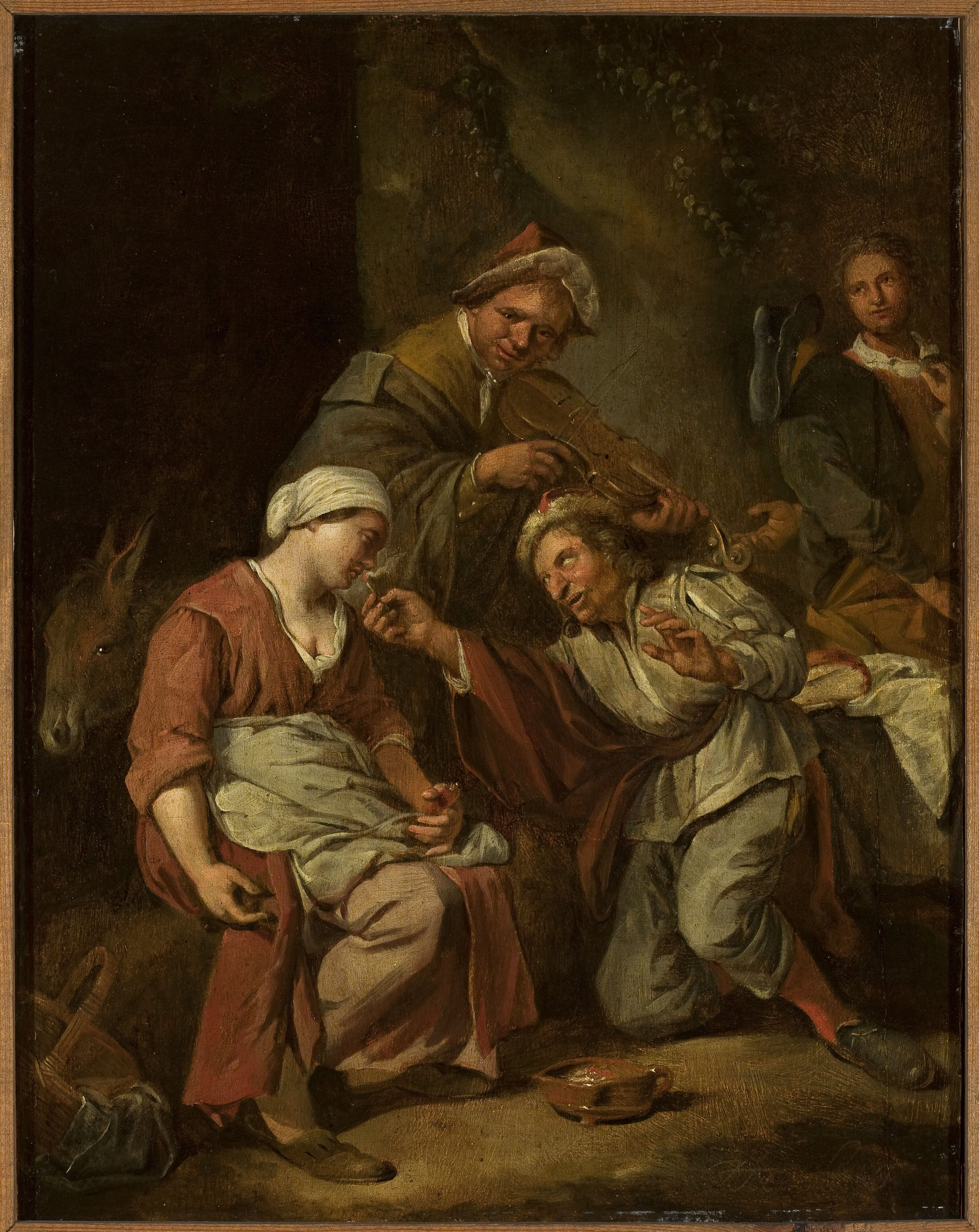
Pięć zmysłów
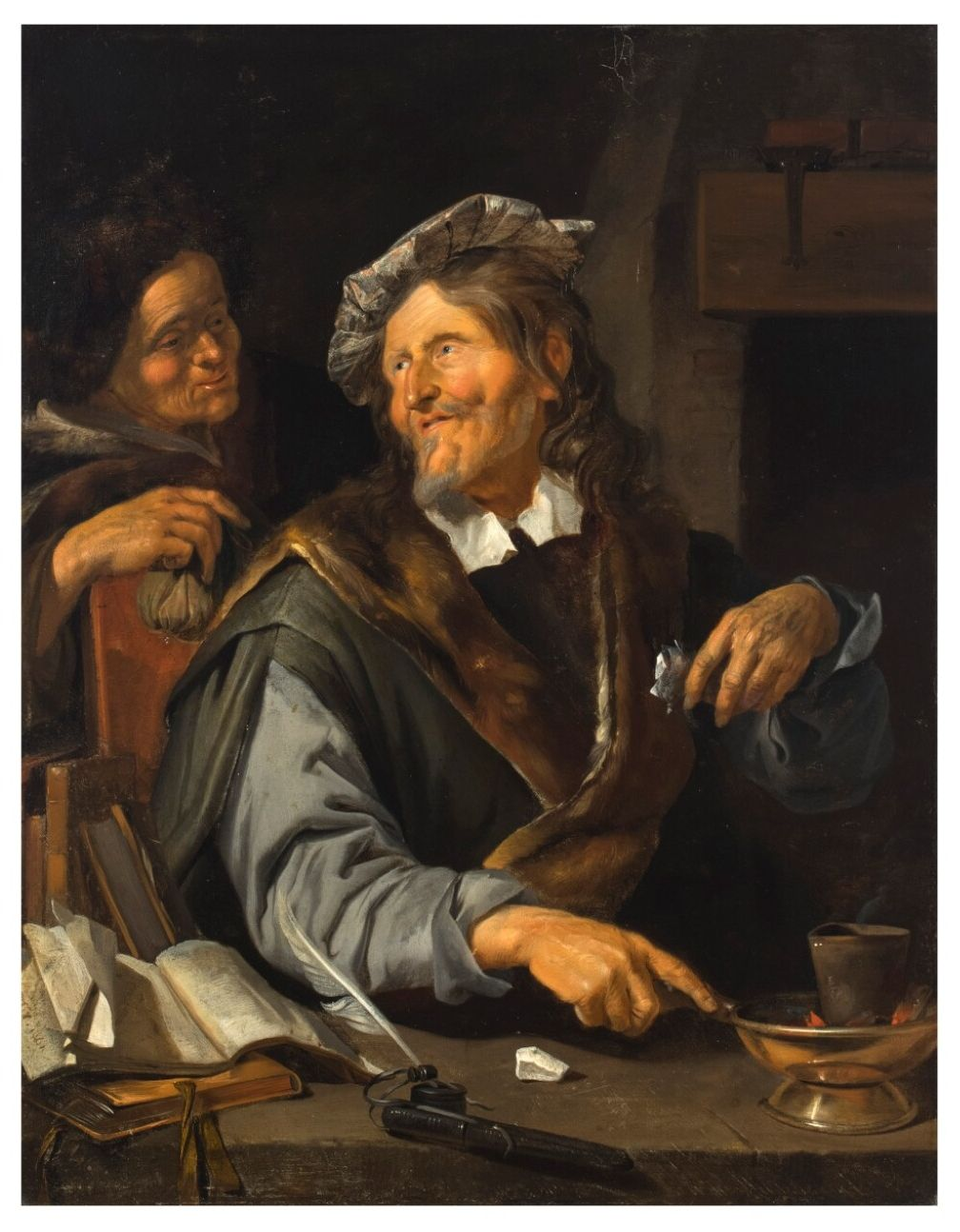
Alchemik
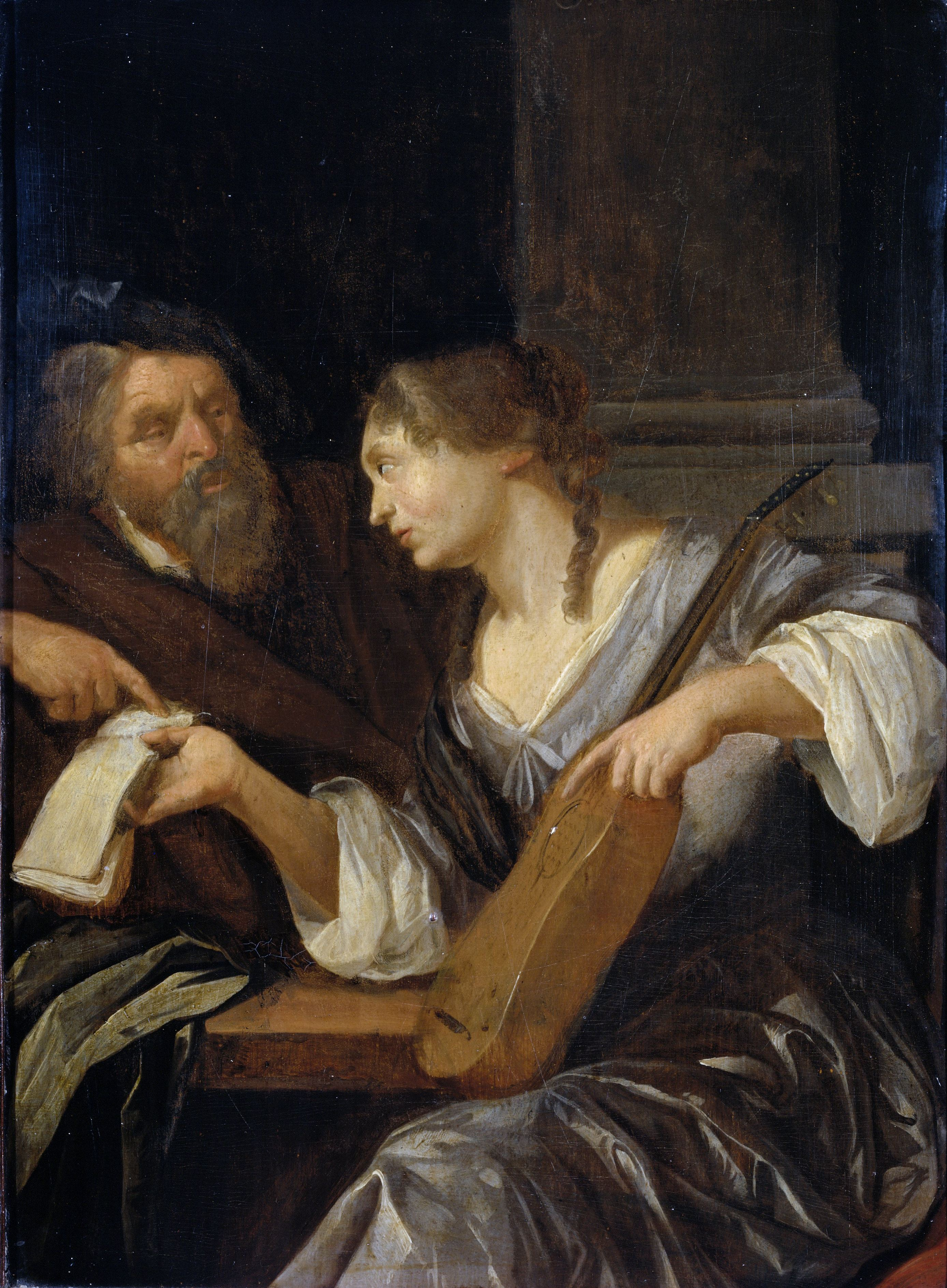
Muzykująca para